# Deshielo de Jrushchov
El deshielo de Jrushchov o el deshielo en la Unión Soviética (en ruso: хрущёвская о́ттепель, romanización jrushchóvskaya óttepel o simplemente óttepel, pronunciación  xru ɕ ɕovskəjа ˈotʲɪpʲеlʲ) se refiere al período entre 1956 y 1964 en la Unión Soviética, en el que la represión política y la censura fueron parcialmente relajadas debido a las políticas de desestalinización implementadas por el entonces nuevo líder soviético Nikita Jrushchov. Una de las consecuencias más notables de estos cambios fue la liberación de algunos millones (según la asociación Memorial) de prisioneros políticos que estaban detenidos en los campos de trabajo de sistema Gulag, usualmente ubicados en la fría e inhóspita Siberia. Además, el nuevo dirigente intentó promover una política de coexistencia pacífica con las principales potencias occidentales.
El deshielo solo fue posible después de la muerte de Stalin, la cual tuvo lugar el 5 de marzo de 1953. Casi tres años después de haberse producido esta, el 25 de febrero de 1956, Jrushchov denunció a Stalin en un inicialmente secreto discurso que tuvo lugar al cierre del XX Congreso del Partido Comunista de la Unión Soviética (PCUS). Este último tenía el revelador título oficial de “Sobre el culto a la personalidad y sus consecuencias”.
El término fue moldeado a partir de una novela escrita en 1954 por Ilyá Ehrenburg, tan solo un año después de la muerte de Iósif Stalin, en su novela titulada justamente “El deshielo” (Оттепель, Óttepel), la cual fue reveladoramente sensacional para su tiempo.
El deshielo fue acompañado en el frente internacional por la visita oficial de 1954 de Nikita Jrushchov al Pekín del líder comunista chino Mao Zedong (antes de que la “excesiva” desestalinización alejase a la China de la URSS, en lo que luego sería conocido como cisma sino-soviético). Un año después, en 1955, Jrushchov viajó a la capital yugoslava de Belgrado, para intentar normalizar sus relaciones con el mariscal Josip “Tito” Broz, después de la ruptura de 1948 entre este y Stalin. Posteriormente tendría un encuentro con el entonces presidente de los Estados Unidos, el general Dwight Eisenhower, que culminaría con la propia visita de Jrushchov a los EE. UU. durante 1959.
El deshielo inició una transformación irreversible en la sociedad soviética, abriéndola a reformas económicas y un sutil incremento en el comercio internacional por parte del país, así como a contactos educativos y culturales, festivales, libros de autores extranjeros, películas foráneas, espectáculos artísticos, música popular, bailes y nuevas modas, además de un involucramiento masivo en las competiciones deportivas internacionales (este último en particular, ya había comenzado a partir de la participación soviética, pocos meses antes de morir el propio Stalin, en los Juegos Olímpicos de Helsinki de 1952).
Esta cadena de pasos sin precedentes en la historia soviética, que tuvo su culminación con el muy simbólico retiro de los restos mortales de Stalin del mausoleo de Lenin, terminó liberando a la gente del miedo y de los excesos dictatoriales de antaño. No obstante, nunca finalizaría del todo la disimulada y subrepticia lucha “palaciega” de poder entre los elementos más bien “liberales”, la vieja guardia estalinista dentro del Kremlin y otros altos órganos soviéticos de poder político, pugna que a la larga terminaría debilitando la autoridad del propio PCUS.
El deshielo de Jrushchov permitió la relativa liberalización de la información en los estatales medios de comunicación, las artes y la cultura; asimismo la URSS se abrió al mundo parcialmente a través de festivales internacionales, el permiso de exhibición o proyección de películas extranjeras y la eliminación de la censura sobre ciertos libros nacionales y foráneos prohibidos durante el largo régimen estalinista. Además, el relajamiento de la censura experimentado durante este período también permitió nuevas formas de entretenimiento en la entonces ascendente televisión soviética, que iban desde desfiles y celebraciones masivas, música popular o varios espectáculos de variedades hasta sátiras y comedias o el programa nocturno de TV Golubóy Ogoniok.
De acuerdo a Serguéi Jrushchov, hijo de Nikita, tales actualizaciones políticas y culturales ayudaron a liberar las mentes de millones y cambiaron la conciencia pública de varias generaciones de personas en la Unión Soviética”

## Jrushchov y Stalin

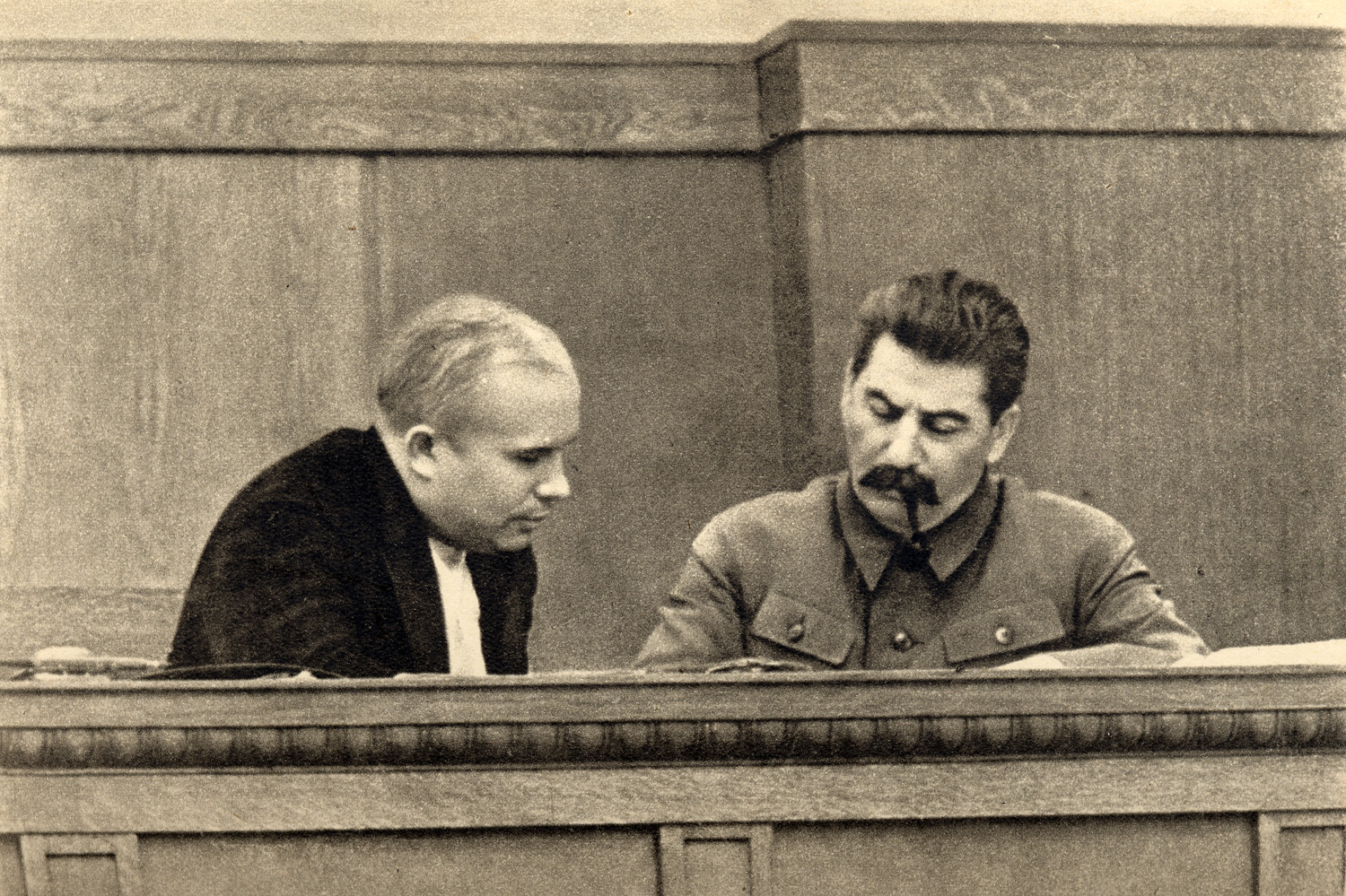
El líder supremo Iósif Stalin junto a un joven Nikita Jrushchov, en el Kremlin de Moscú, durante 1936.

El deshielo de Jrushchov tuvo su génesis temprana en la escondida y sutil guerra de poder “de palacio” que estaba teniendo lugar entre los antiguos lugartenientes de Stalin, en relación con quién sería el efectivo sucesor del fallecido líder supremo.
Sobre la superficie, el Ejército Soviético y la dirigencia soviética parecían estar unidas después de la victoria soviética en la Gran Guerra Patria (el Frente Oriental durante la Segunda Guerra Mundial). No obstante, las ambiciones ocultas de los altos funcionarios que rodeaban a Stalin además de las propias sospechas y hasta paranoia de este último, habían hecho que Jrushchov solo confiase en ellos para la eventual lucha política por la sucesión que se avecinaba.
La lucha por la sucesión ya se estaba gestando subrepticiamente durante los últimos años de vida de Iósif Stalin, el propio Nikita Jrushchov se estaba preparando para ser un muy importante jugador dentro de esa pugna, la cual alcanzaría la superficie poco después de la muerte del líder supremo de la URSS en marzo de 1953.
Para cuando finalmente se produjo la muerte de Stalin, los hombres de confianza de Nikita Jrushchov ya estaban repartidos por varios puestos de la jerarquía soviética, algunos de los cuales eran clave. Esta ventajosa situación le permitió a Jrushchov remover o (excepcionalmente) ejecutar a sus principales oponentes para luego introducir algunos cambios en la rígida jerarquía y hasta en la ideología soviética.
La dictadura totalitaria de Stalin había alcanzado nuevos extremos en cuanto a sus notables abusos y hasta brutalidades, como las deportaciones de nacionalidades “rebeldes” a Siberia (algunas de las cuales fueron mencionadas por Aleksandr Solzhenitsyn en su célebre libro Archipiélago Gulag), quien fue preso de uno de estos campos de trabajo. El "caso de Leningrado", el supuesto “complot de los médicos” y ataques oficiales contra los escritores y otros intelectuales.
Al mismo tiempo millones de soldados y de oficiales soviéticos que habían combatido en Europa Central se habían percatado -más allá de la destrucción- del mayor nivel de vida en comparación con el de la Unión Soviética. Bajo órdenes de Stalin, algunos de ellos fueron arrestados y castigados nuevamente, incluyendo el popular mariscal Gueorgui Zhúkov (que sería relegado) y otros generales soviéticos de primera línea, quienes supuestamente se habían excedido con los trofeos que habían saqueado de la derrotada Alemania nazi. El botín de guerra fue confiscado por el aparato de seguridad de Stalin, la NKVD, lo que hizo que Zhúkov se sintiese humillado, convirtiéndose con el tiempo en cada vez más antiestalinista. No obstante, Zhúkov esperó su oportunidad hasta después de la muerte de Stalin; una vez producida ésta, participaría de la nueva puja por el poder de la mano de Jrushchov.
La estratégica y simbiótica unión temporal entre Nikita Jrushchov y el mariscal Gueorgui Zhúkov estaba basada en sus diferentes trasfondos personales, intereses y debilidades propias: ambos eran de origen campesino, los dos eran ambiciosos, ambos habían sufrido abusos por parte de Stalin (por lo que recelaban de los estalinistas y hasta los temían) y los dos querían que ese estado de cosas cambiase. Jrushchov y Zhúkov se necesitaban mutuamente para eliminar a sus respectivos adversarios dentro de la élite política soviética.
En 1953, el mariscal Zhúkov ayudó a Jrushchov a deshacerse de Lavrenti Beria, quien aún ocupaba el importante cargo de vice primer ministro. Este, que había llegado a ser mano derecha de Stalin, cayó definitivamente en desgracia y fue sumariamente ejecutado en Moscú, al igual que algunas otras figuras del círculo íntimo (o más o menos íntimo) que tuviese Stalin en vida.
Pronto el nuevo líder soviético ordenaría la liberación de millones de prisioneros políticos de los campos de trabajos forzados del sistema Gulag. Durante el gobierno de Jrushchov el número de prisioneros políticos y de conciencia en la Unión Soviética descendió de manera muy notable, desde los 13 hasta los 5 millones.
Nikita Jrushchov también fue padrino político del entonces ascendente Leonid Brézhnev a quien llevó al Kremlin y se lo presentó al ya entonces anciano Stalin en 1952. Promovió a Brézhnev al Presidium (Politburó) y lo hizo cabeza del directorio político del Ejército Soviético y de la Armada Soviética además de ayudarle a que alcanzase otras prominentes posiciones. Como contrapartida, Brézhnev ayudó a Jrushchov a inclinar la balanza a su favor durante algunos críticos enfrentamientos contra ciertos miembros de línea dura o de la “vieja guardia” del PCUS. Estos enfrentamientos terminaron con la expulsión del Partido de los pro-estalinistas del llamado grupo Anti-Partido encabezados por Mólotov y Malenkov.

## El discurso de Jrushchov denunciando a Stalin
Las políticas dictatoriales implementadas por el fallecido Stalin fueron denunciadas por su sucesor Nikita Jrushchov casi tres años después de producida su muerte en el célebre discurso secreto “Sobre el culto a la personalidad y sus consecuencias”. Este fue pronunciado en una sesión especial a puerta cerrada al final del XX Congreso del Partido Comunista de la Unión Soviética, después de la medianoche del 25 de febrero de 1956.
En este discurso Jrushchov describió los daños causados por el culto a Stalin y las represiones políticas englobadas en la Gran Purga, las cuales habían causado millones de muertos y traumatizado a mucha gente a lo largo y ancho del gigantesco país.
Después de haber sido pronunciado este trascendental discurso, una versión resumida del mismo fue oficialmente distribuida entre los miembros del PCUS a lo largo y ancho de la URSS. Esto sucedió a partir del 5 de marzo de 1956, coincidiendo con el tercer aniversario de la muerte de Stalin. Entonces Jrushchov inició una ola de rehabilitaciones que restablecieron oficialmente las reputaciones de millones víctimas inocentes que habían resultado muertas y encarceladas durante la Gran Purga de Stalin, en especial durante la denominada yezhóvschina (por Nikolái Yezhov) de 1936-1938. Además se realizaron tentativas a través de canales oficiales y extraoficiales para relajar las duras restricciones respecto a la libertad de expresión que estaban vigentes desde los tiempos de Stalin.
El discurso de Jrushchov de 1956 fue uno de los mayores esfuerzos oficiales soviéticos -si no el mayor- en intentar cierta reconciliación nacional, después de varias décadas de miedo y de los años del Gran Terror que costaron millones de vidas inocentes. (de manera directa o -como en el caso del Holodomor ucraniano- indirecta).
El discurso de Jrushchov estuvo rápidamente disponible en el extranjero. En particular, a partir de la copia obtenida por un periodista polaco de nombre Viktor Grayevsky, el documento en cuestión fue contrabandeado hacia Occidente a través de la embajada de Israel en Varsovia. Para el 13 de abril de 1956 (es decir, menos de dos meses de su secreta y limitada difusión inicial), las microfotografías del documento ya estaban en el Estado hebreo, solo 4 días después -el 17 de abril- estaban en manos de la CIA y del presidente Dwight Eisenhower. Aquel organismo de inteligencia, después de establecer que el documento en cuestión era auténtico, decidió filtrarlo a la prensa. Así fue como en junio de ese mismo año fue finalmente publicado por el tradicional diario neoyorquino The New York Times y reproducido por otros periódicos internacionales (de hecho, los partidos comunistas occidentales que básicamente se habían enterado del discurso mediante periódicos occidentales, inicialmente creyeron que se trataba de una “jugarreta” por parte de la prensa “burguesa”).
Como era de esperar, el discurso de Jrushchov molestó e incluso enfureció a algunos de sus poderosos adversarios políticos, lo que reavivó la pugna interna de poder que ya había tenido lugar dentro del Kremlin de Moscú y de la alta jerarquía del PCUS.

## Problemas del propio Jrushchov durante el deshielo

### Revuelta georgiana
La denuncia del anterior régimen de Stalin por parte de Jrushchov conmovió a la más bien conformista sociedad soviética de su tiempo. Varios individuos de la entonces República Socialista Soviética de Georgia (la patria chica del fallecido dictador), quienes habían crecido y sido adoctrinados bajo la idea de que Stalin había sido un “genio” político y militar, percibieron las críticas a su memoria como un insulto nacional.
En marzo de 1956 tuvo lugar una serie de manifestaciones espontáneas (todo un hecho en la URSS) para conmemorar el tercer aniversario de la muerte de Stalin, que rápidamente se volvieron difíciles de controlar, incluso manifestando demandas inaceptables e irreverentes como “cambiar el gobierno central de Moscú”. También comenzaron a oírse algunas voces en favor de la declaración unilateral de independencia georgiana, lo que llevó a la intervención del Ejército Soviético y a varios hechos sangrientos en las calles de la capital georgiana, Tiflis.

### Revoluciones húngara y polaca de 1956
La primera gran consecuencia internacional derivada del relajamiento iniciado por Jrushchov tuvo lugar entre los meses de octubre y noviembre de 1956. La Revolución húngara de 1956 fue finalmente aplastada mediante una invasión militar soviética en la que tanques y soldados del Ejército Soviético llegaron hasta la misma Budapest. Las luchas callejeras contra las fuerzas invasoras causaron miles de muertes entre los civiles húngaros, así como cientos de bajas entre las propias Fuerzas Armadas soviéticas. Asimismo, este ataque causó una masiva emigración clandestina desde Hungría hacia Occidente, la cual llegaría a ser estimada en varios cientos de miles de refugiados.
Al mismo tiempo emergió un clima de agitación política y social en Polonia que sería conocido como “Octubre polaco”. Esos intentos de cambios internos democráticos en la estricta área de influencia de posguerra de la Unión Soviética eran percibidos con preocupación en Moscú, donde los estalinistas de línea dura no querían perder el control político sobre ese país fronterizo, el más poblado del bloque del Este detrás de la propia URSS. De hecho veían con intranquilidad la posibilidad de que esa suerte de experimento social tuviese repercusiones en otras naciones y representase una amenaza para el status quo (es decir, el poder soviético instalado en gran parte de Europa Oriental).

### Golpe de 1957 contra Jrushchov
La élite política conservadora o de línea dura neoestalinista dentro del Partido Comunista de la Unión Soviética se enfadó bastante como consecuencia de la paulatina difusión del discurso secreto de Jrushchov de febrero de 1956 y rechazó la desestalinización y la parcial liberalización impulsada por el entonces nuevo líder soviético. Un año después del discurso secreto de Jrushchov, estos elementos estalinistas trataron de eliminarlo de su posición de liderazgo dentro del PCUS y, por ende de la dirección del Estado soviético. No solo sus adversarios políticos lo consideraban equivocado desde el punto de vista ideológico, sino también hipócrita, dada su participación -en Ucrania- durante la Gran Purga de 1936-1938 como uno de los hombres de confianza favoritos de Iósif Stalin.
Creían que la política de coexistencia pacífica lanzada por el líder soviético en su relación con las principales potencias occidentales era un realidad un acto de debilidad que podría incluso exponer a la URSS a estar abierta a recibir un “ataque nuclear preventivo” por parte de los EE. UU. Los dirigentes partidarios Viacheslav Mólotov, Lázar Kaganóvich y Gueorgui Malenkov (a quienes se les unió Dmitri Shepílov a último minuto, luego de que Kaganóvich lo convenciese de que el grupo era mayoritario) trataron de destituir a Jrushchov de su cargo de Secretario General del PCUS en mayo de 1957.
Pero Jrushchov aprovechó nuevamente la importante influencia a su favor del mariscal Gueorgui Zhúkov. De hecho lo que salvó a Jrushchov fueron las fuertes y decisivas apariciones en su apoyo por parte de algunos destacados “peces gordos”, como el ascendente Brézhnev y Zhúkov (este último tenía un innegable prestigio y respeto, derivados de su notable actuación como comandante militar en el Frente Oriental durante la Segunda Guerra Mundial).
En una sesión extraordinaria del Comité Central del PCUS que tuvo lugar en junio de 1957, Jrushchov etiquetó a sus oponentes con la despectiva denominación de “Grupo Anti-Partido”, y logró obtener votos de confianza para reafirmar su posición interna como Primer Secretario del PCUS. Luego expulsó a Mólotov, Kaganóvich y a Malenkov del Secretariado y finalmente también del propio PCUS.

### Economía y tensiones políticas
Los inicialmente bienintencionados intentos de Nikita Jrushchov de reformar la infraestructura industrial soviética a partir de 1957, dirigidos a debilitar la excesiva centralización burocrática del país, lo llevaron a tener enfrentamientos con funcionarios y profesionales en la mayoría de ramas ministeriales de la URSS. En general, sus intentos de realizar reformas administrativas le terminaron creando más problemas personales que beneficios. En un movimiento político para intentar debilitar la burocracia estatal, Jrushchov reemplazó los centralizados ministerios industriales de Moscú con Sovnarjozes (“Consejos económicos populares”) regionales, creándose nuevos enemigos dentro de la jerarquía burocrática del gobierno soviético.
El poder que finalmente llegaría a tener Jrushchov, aunque durante sus años de reinado político sería indiscutible, nunca alcanzaría ni siquiera a aproximarse a la suma del poder público que anteriormente disfrutase Iósif Stalin en vida. Por otro lado, incorporaría a algunos jóvenes con un mejor nivel educativo a sus filas, como Mijaíl Gorbachov (nacido en 1931), quien llegaría a ser nada menos que Secretario General del PCUS unas décadas después, en 1985, y el primero en este cargo en tener unos estudios superiores.
En 1956, Jrushchov introdujo el concepto de salario mínimo. La idea encontró una fuerte oposición entre los comunistas del núcleo duro, éstos se quejaban de que este era tan pequeño que en realidad la mayoría de trabajadores seguirían teniendo muy poco poder adquisitivo. El siguiente paso era una reforma financiera. No obstante, Jrushchov se quedó lejos de una verdadera reforma monetaria, ya que ordenó la sustitución de los viejos billetes que aún tenían la cara de Stalin e hizo una sencilla redenominación del rublo soviético de 10:1 en 1961.
También durante 1961, Jrushchov llevó a cabo uno de sus últimos y definitivos procesos de desestalinización: los restos del dictador fueron retirados del Mausoleo de Lenin de la Plaza Roja y fueron depositados en el pequeño cementerio de extramuros del Kremlin de Moscú. Así se pretendía volver oficialmente a una exclusiva reivindicación -y hasta deificación- del “ideológicamente puro” Lenin como el fundador del Estado soviético.
La retirada del cuerpo de Stalin de su lugar original estuvo sin duda entre los movimientos más significativos y simbólicos llevados a cabo por Nikita Jrushchov durante su deshielo. Tuvo como efecto colateral la consolidación de los estalinistas en contra de Jrushchov, sorprendiendo hasta a sus leales protegidos, tales como Leonid Brézhnev (quien terminaría conspirando contra Jrushchov, al contribuir a su derrocamiento interno el 14 de octubre de 1964).

## Apertura durante el deshielo
El cambio hacia la parcial liberalización cultural era necesario, pero solo fue posible tras la muerte de Iósif Stalin. Después de 1953 la sociedad soviética comenzó a disfrutar de una paulatina serie de eventos culturales y deportivos en una escala hasta entonces sin precedentes, como por ejemplo la primera Spartakiada (competencia deportiva nacional de todas las repúblicas y pueblos que componían la URSS), así como de algunas innovadoras comedias cinematográficas (como “La noche de carnaval”) además de un número creciente de festivales de música popular. Asimismo, se les permitió a algunos músicos clásicos, cineastas y estrellas de ballet viajar al exterior y realizar presentaciones allí, para así mostrar y representar de mejor manera la cultura rusa y soviética al público extranjero. No obstante, estos viajes -en particular los que tenían como destino a las naciones occidentales- seguían siendo un lujo solo permitido a los ciudadanos soviéticos que el régimen considerase como “ideológicamente confiables”.
En el verano de 1956, pocos meses después de haber tenido lugar el discurso secreto de Jrushchov, Moscú fue centro de la primera Spartakiada. El evento fue organizado pomposamente, con un estilo que rememoraba a los tradicionales desfiles soviéticos. La capital soviética fue anfitriona de varios equipos deportivos, así como de simpatizantes de todas las repúblicas de la Unión Soviética, quienes solían lucir sus trajes nacionales típicos. Jrushchov aprovechó la importante ocasión para remarcar su nuevo perfil político, anticipar sus deseadas metas sociales y para mostrarse a sí mismo como un nuevo líder “más humano” y completamente diferente de Stalin.
En julio de 1957, tuvo lugar en Moscú el VI Festival Mundial de la Juventud y los Estudiantes (en ruso: Всемирный фестиваль молодёжи и студентов, Vsemirny Festival Molodiozhi i Studiéntov). Este festival en cuestión atrajo a unas 34.000 personas de aproximadamente 130 países diferentes. Por primera vez la Unión Soviética estaba abriendo sus puertas al mundo,
Por otro lado en 1958, tuvo lugar en Moscú el primer Concurso Internacional Chaikovski. De manera sorprendente el ganador resultó ser un pianista estadounidense, Van Cliburn. Las presentaciones de música rusa brindadas por este joven rusófilo occidental terminaron cautivando al público. El jurado le pidió permiso al propio Jrushchov antes de darle el máximo premio a Cliburn, ya que este era un “producto de la cultura capitalista”. En general el deshielo abrió tímidamente a la sociedad soviética a la cultura extranjera, hasta tal punto que pudo tener acceso a algunas películas, libros, arte y música de otros países. Algunos escritores y compositores previamente prohibidos, como Dmitri Shostakóvich, Serguéi Prokófiev, Anna Ajmátova y Mijaíl Zóschenko, entre otros, volvieron a la vida pública como resultado del relajamiento de la otrora férrea censura estalinista.
Los libros de algunos autores internacionales reconocidos, como el estadounidense Ernest Hemingway, fueron publicados por millones para satisfacer el creciente interés de los lectores soviéticos en ellos. La situación en el propio frente interno fue por momentos aún más espectacular: Por ejemplo, en 1962, Jrushchov autorizó personalmente la publicación de la novela corta Un día en la vida de Iván Denísovich, del notable escritor y exprisionero del Gulag Aleksandr Solzhenitsyn. Ésta, que se terminó convirtiendo en una sensación, fue la primera edición no censurada de una obra referida a los campos de trabajos del sistema Gulag durante el régimen de Stalin. Todo esto solo fue posible a partir de los importantes cambios políticos internos iniciados por Nikita Jrushchov.
No obstante y a pesar de las nuevas libertades que disfrutaban los ciudadanos soviéticos, aún continuaba existiendo una notable persecución contra la tradicional Iglesia Ortodoxa Rusa” (a partir de la clásica máxima marxista de que “la religión es el opio para el pueblo”), después del renacer religioso experimentado -a partir de una autorización de Iósif Stalin- durante la Gran Guerra Patria de 1941-1945. Asimismo, los acontecimientos inmediatamente posteriores a la Revolución de Octubre seguían siendo vetados a debate alguno en la sociedad soviética, motivo por el cual la novela Doctor Zhivago, acabada por Borís Pasternak en 1956 pero siendo denegada su publicación por varias editoriales moscovitas, tuviera que esperar treinta y dos años para verse publicada en la URSS gracias a la perestroika.

## El deshielo de Jrushchov en el mundo
Como no podía ser de otra manera, primero la muerte de Stalin el 5 de marzo de 1953 y las denuncias de Jrushchov sobre el fallecido casi tres años después (el 25 de febrero de 1956) tendrían un gran impacto duradero en la Unión Soviética y en sus entonces satélites del Bloque del Este. En realidad, ya habían tenido lugar algunos “deshielos literarios” en algunos países detrás de la Cortina de Hierro, como Hungría, Polonia, Bulgaria y Alemania Oriental (la autodenominada RDA) y luego también aparecieron brevemente en Checoslovaquia y en la China de Mao Zedong (durante la denominada Campaña de las Cien Flores). Con la excepción del estalinista (y por ende antititoísta) régimen de Enver Hoxha en Albania, Rumania fue el único país en el que los intelectuales evitaron un choque abierto contra el régimen comunista de turno, influenciados en parte por la falta de una revuelta previa que hubiese forzado al régimen comunista rumano a hacer algún tipo de concesión.

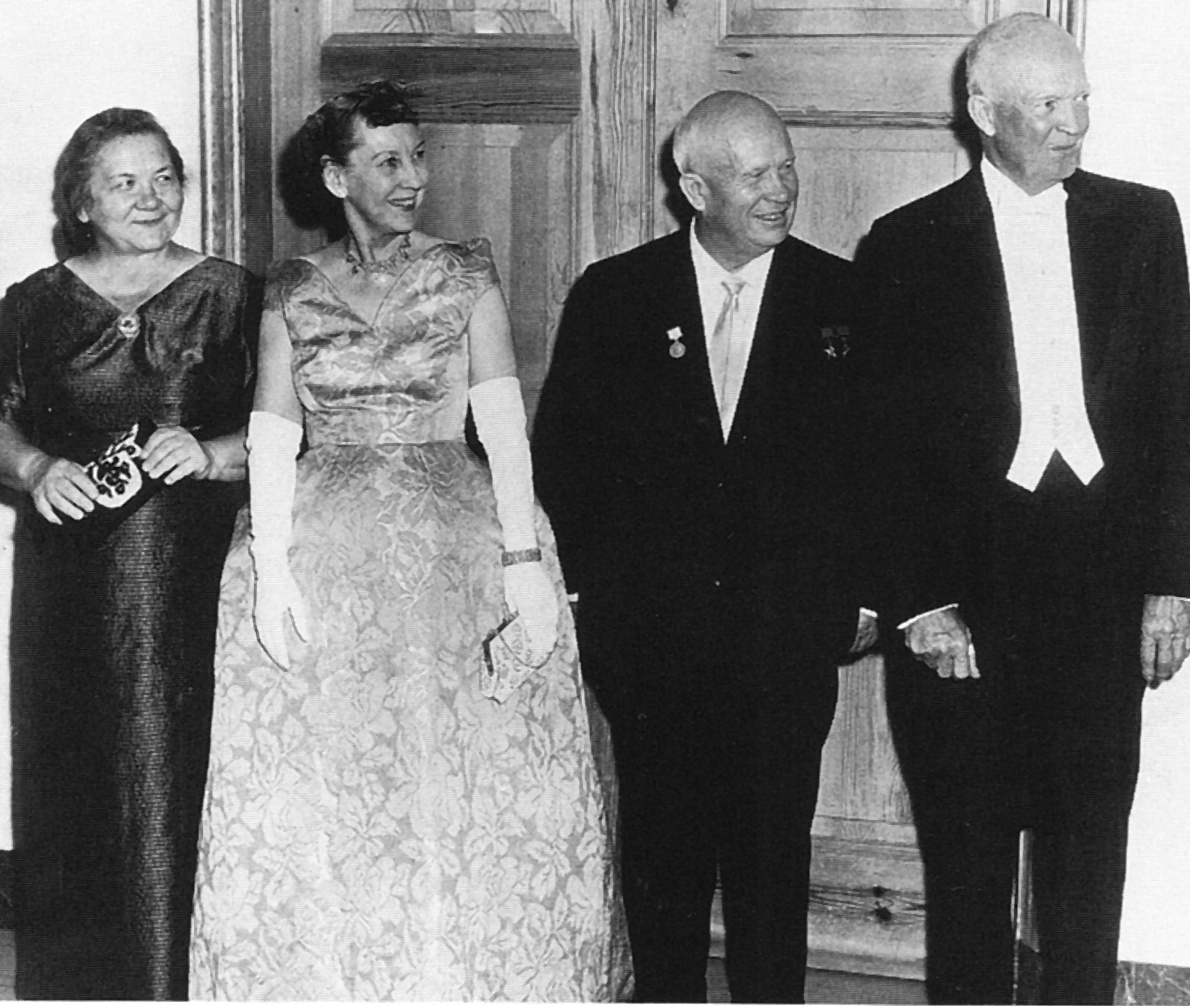
De izquierda a derecha: Nina Kujarchuk, Mamie Eisenhower, Nikita Jrushchov y Dwight Eisenhower en una cena de gala que tuvo lugar en 1959, durante la visita oficial del líder soviético a los Estados Unidos.

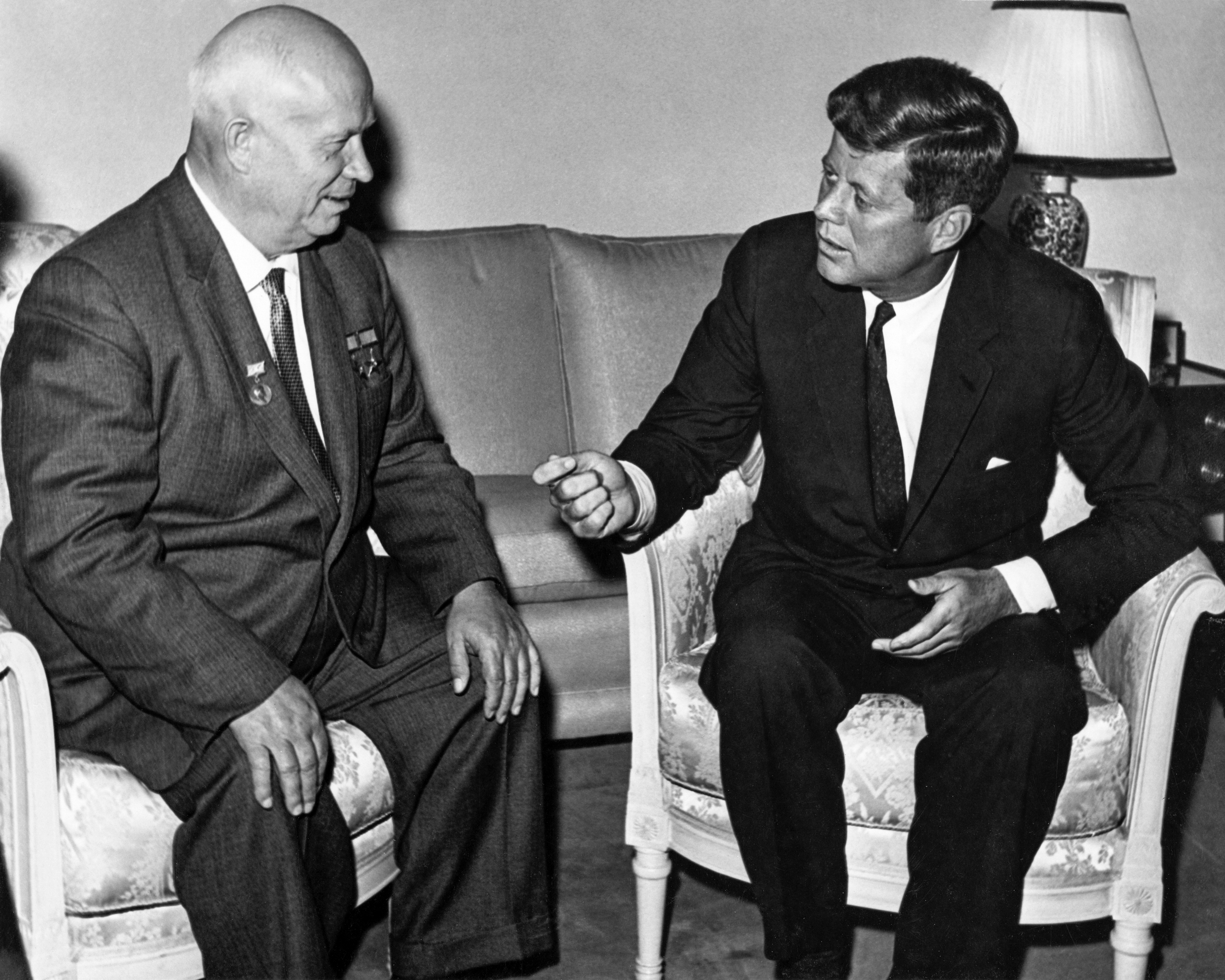
Nikita Jrushchov en 1961, durante un encuentro oficial con el entonces recientemente asumido presidente estadounidense John Kennedy.

En Occidente, el deshielo y la desestalinización de Jrushchov son asimismo recordados como un período de relajamiento de las heladas tensiones ideológicas entre la Unión Soviética y los Estados Unidos durante la Guerra Fría. Esto fue reforzado por la inicialmente cauta actitud pacifista mostrada por el entonces presidente de los Estados Unidos, el general Dwight Eisenhower. Por ejemplo, ambos líderes trataron de alcanzar una paz de posguerra estable y duradera mediante la Conferencia de Ginebra de 1955, además de iniciar negociaciones relativas a la reducción en la carrera armamentística (en especial la referida a la proliferación nuclear). Las actitudes mostradas hasta entonces por ambos dirigentes permitieron, según un dicho del propio Nikita Jrushchov, “romper el hielo”.
Jrushchov había concebido su teoría de la coexistencia pacífica con el fin de reducir la hostilidad y las tensiones ideológicas entre la Unión Soviética y los Estados Unidos). La antedicha cumbre de Ginebra y su propia visita oficial a los Estados Unidos en 1959 estaban encaminadas en esa dirección. No obstante, al mismo tiempo intentaba fomentar sutil o subrepticiamente la subversión comunista en el mundo occidental.
No obstante, este renovado espíritu de cooperación internacional sería severamente dañado por el derribo del avión espía U-2 sobre el espacio aéreo soviético, el 1 de mayo de 1960. El presidente estadounidense se negó a ofrecer una disculpa oficial al respecto, y en cambio abogó por una política de cielos abiertos que permitiese -en una era inmediatamente anterior a la de los satélites espías- realizar vuelos de reconocimiento recíprocos sobre los respectivos espacios aéreos. Su actitud y respuesta contribuyó a dar por tierra con gran parte de los progresos alcanzados durante esos últimos años en la distensión (détente) Este-Oeste y tuvo como principal consecuencia práctica a futuro la cancelación de la inminente Cumbre de París entre ambas potencias militarmente antagónicas.
Ante ese recrudecimiento en la confrontación ideológica entre ambas grandes potencias, Jrushchov dio su visto bueno a los germano-orientales para que construyesen el tristemente célebre Muro de Berlín en 1961. Pero el mayor deterioro en las relaciones internacionales tuvo lugar a partir de la muy audaz movida de Jrushchov de instalar misiles nucleares de alcance intermedio (IRBMs) en Cuba -a pocos cientos de kilómetros del territorio estadounidense-, a partir de una negociación con el líder comunista Fidel Castro. Esa arriesgada medida derivó en la denominada crisis de los misiles cubanos de octubre de 1962.
En ese momento de máxima tensión internacional, los medios occidentales y sus contrapartes estrictamente controlados soviéticos estaban mostrando una imagen totalmente disímil o diferente de la realidad, mientras que el mundo se encontraba más cerca que nunca de una conflagración nuclear de gran escala (cuya probabilidad el presidente John Kennedy llegó a calcular de como de una en tres). No obstante, la comunicación directa entre Jrushchov y el mandatario estadounidense (en parte a través del hermano de este último, el entonces fiscal general de los EE. UU. Robert Kennedy) ayudó a poner fin a la crisis, la imagen política de Jrushchov ya estaba irreversible y definitivamente dañada. No obstante, finalmente este peligroso “aventurerismo militar nuclear” fue una de las causas que contribuyó a su derrocamiento interno del 14 de octubre de 1964.

## Reformas sociales, culturales y económicas
El deshielo de Jrushchov causó una transformación social y cultural sin precendentes en la Unión Soviética. Hasta podría decirse que el relajamiento de la censura contribuyó en gran medida a que la generación de 1960 en la Unión Soviética comenzase -más bien desde mediados de los años '50- a producir muchísima poesía, canciones y publicaciones de libros como resultado del mismo.
En particular, el VI Festival Mundial de la Juventud y los Estudiantes había hecho que muchos abriesen sus ojos y parasen sus orejas en la tradicionalmente cerrada Unión Soviética. Muchas de las entonces nuevas tendencias sociales surgieron a partir de dicho festival. Entre otras cosas, trajo consigo nuevas estilos y modas que no solo influyeron a la generación del '60 soviética, sino que también contribuyeron a la creación de un nuevo movimiento -denominado stilyagi o stilyagui- dentro de los sectores acomodados de la nomenklatura. El festival incluso revolucionó el intercambio ilegal y clandestino de divisas e hizo que el mercado negro se disparase, causando algunos dolores de cabeza al Comité de Seguridad del Estado soviético, el famoso KGB.
Por otro lado, varias mujeres rusas se enamoraron de hombres que provenían de varios lugares del mundo, resultando en una suerte de baby boom (auge de natalidad) interracial, en especial en las ciudades de Moscú y la entonces Leningrado (la actual San Petersburgo). Por ejemplo, a partir de la llegada a la capital soviética de varios jóvenes provenientes del África subsahariana - para estudiar la licenciatura en la Universidad de la Amistad de los Pueblos Patrice Lumumba- nacerían algunos miles de bebés mulatos.
Durante este período relativamente convulsionado surgieron poetas populares como Bulat Okudzhava, Yevgueni Yevtushenko, Andréi Voznesenski, Bela Ajmadúlina y la superestrella Vladímir Vysotski, quienes contribuyeron a cambiar para siempre el hasta entonces oficialista panorama cultural soviético, dominado por el realismo socialista. Sus poesías y canciones liberaron la conciencia pública de la gente soviética en general, además de llevar las guitarras y los grabadores de cinta magnetofónica a las masas. Mediante la exposición a esos nuevos canales de información alternativos (independientes del por momentos monótono aparato de propaganda oficial), una parte importante de la sociedad -en particular la juventud- fue aggiornada o “actualizada” de varias maneras.
Jrushchov finalmente ordenó la liberación de millones de campesinos, dando la orden de otorgarles carnets de identidad o pasaportes internos (con indicación del empadronamiento o propiska), lo que les permitió mudarse legalmente desde sus pobres pueblos a las grandes ciudades en busca de trabajos mejor remunerados. Durante este período, entre mediados de las décadas de 1950 y de 1960 tuvo lugar la construcción masiva de viviendas prefabricadas, para combatir el inveterado déficit habitacional que sufría la URSS (potenciado en gran medida por la relativamente reciente Gran Guerra Patria, es decir, el Frente Oriental de la Segunda Guerra Mundial). Estas construcciones serían conocidas con el nombre de jrushchovkas, en clara referencia al apellido del mandatario soviético. Se construyeron millones de bloques de apartamentos básicos de bajo costo a lo largo y ancho de la URSS para alojar a la mayor migración interna jamás experimentada en la historia soviética, cuando masas de campesinos comenzaban a mudarse a las ciudades soviéticas (la tasa de población urbana, que históricamente no había llegado ni a la mitad del total nacional, ascendería paulatinamente hasta más de un 65% durante los siguientes lustros). Estos movimientos internos causaron un dramático cambio dentro del cuadro demográfico soviético, y finalmente significaron la efectiva decadencia de la población campesina del país.
Las reformas económicas estaban contempladas por Alekséi Kosyguin, un fuerte aliado de Nikita Jrushchov, que era presidente del Comité Estatal de Planificación en 1959, y desde 1960 miembro pleno del Presidium (también conocido como Politburó desde 1966).

## Derrocamiento interno de Jrushchov y fin de las reformas aperturistas
El deshielo tanto cultural como político terminó -el 14 de octubre de 1964- con la remoción interna de Nikita Jrushchov como líder soviético, siendo reemplazado por Leonid Brézhnev como Secretario General del Partido Comunista de la Unión Soviética. Cuando Jrushchov fue derrocado, Kosyguin asumió la posición de Jrushchov como premier soviético. No obstante el período que seguiría no sería necesariamente mejor; de hecho pasaría a la historia como estancamiento de Brézhnev, en el que el peso de los cada vez más costosos gastos militares del rubro “Defensa” terminarían contribuyendo -unos 25 años después- al propio colapso económico y la disolución de la Unión Soviética.
Brézhnev inició su carrera como Secretario General con la infame farsa judicial del proceso de Siniavski–Daniel de 1965. Entonces Brézhnev estableció una estricta ideología autoritaria y totalitaria de corte “estalinista” (aunque no llegaría ni siquiera a aproximarse al estalinismo propiamente dicho), ignorando las advertencias al respecto de parte de algunos intelectuales soviéticos. Luego de esa restauración parcial, Brézhnev ordenaría la Invasión de Checoslovaquia por el Pacto de Varsovia en agosto de 1968, liquidando bruscamente la corta Primavera de Praga, hecho que daría forma a la doctrina Brézhnev de soberanía limitada de los países del Bloque del Este bajo la órbita soviética. Incluso en 1979 involucraría a las fuerzas armadas de su país en la Guerra de Afganistán que se prolongaría hasta 1992, es decir, diez años después de su propia muerte. Su régimen autoritario -que tendría algunos visos de “neo-estalinismo”- se prolongaría tras su muerte, mediante los cortos interregnos de sus ya ancianos sucesores Yuri Andrópov y Konstantín Chernenko.

## Línea de tiempo del deshielo de Jrushchov
- 1953

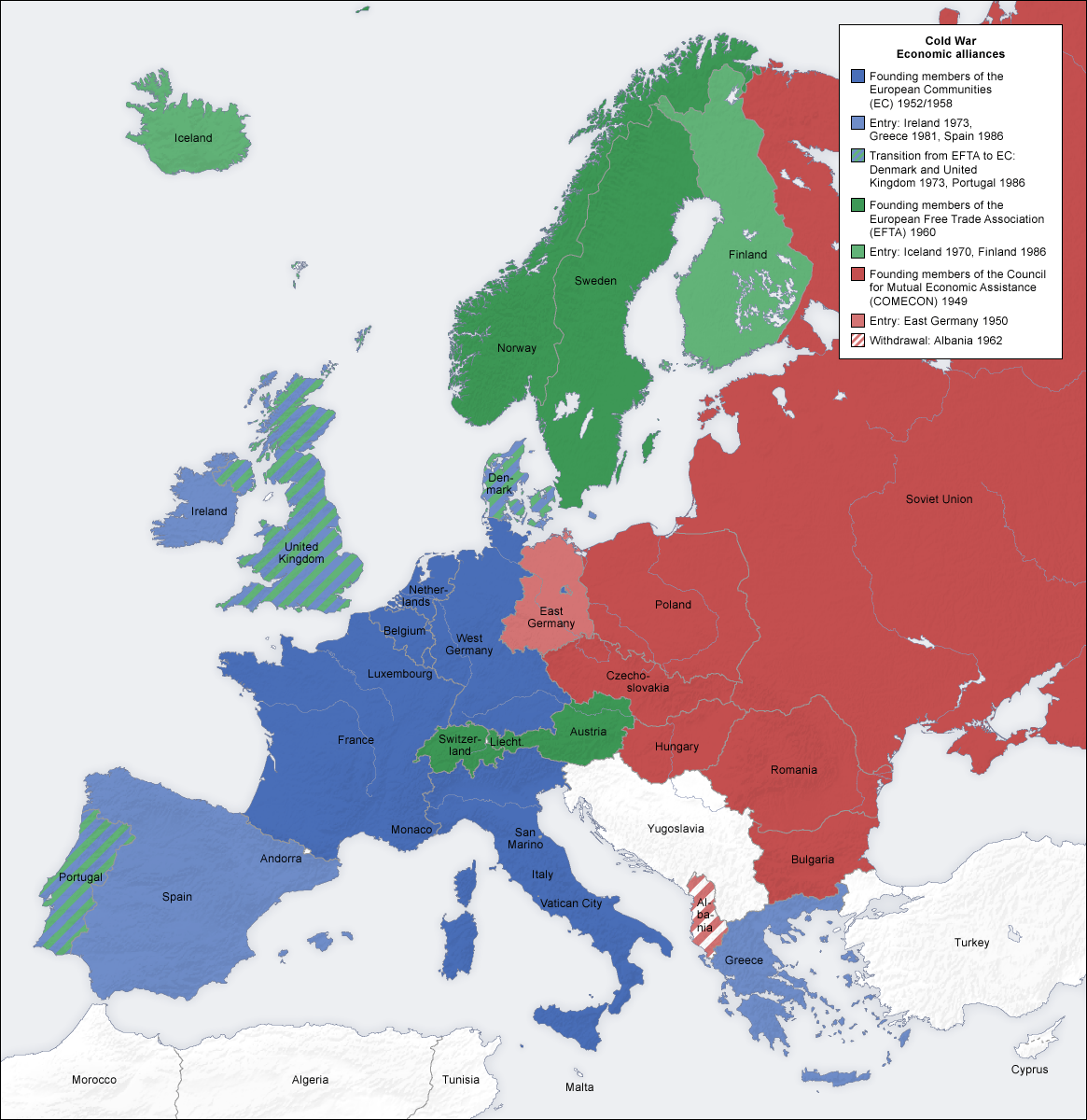
Alianzas europeas durante la Guerra Fría.

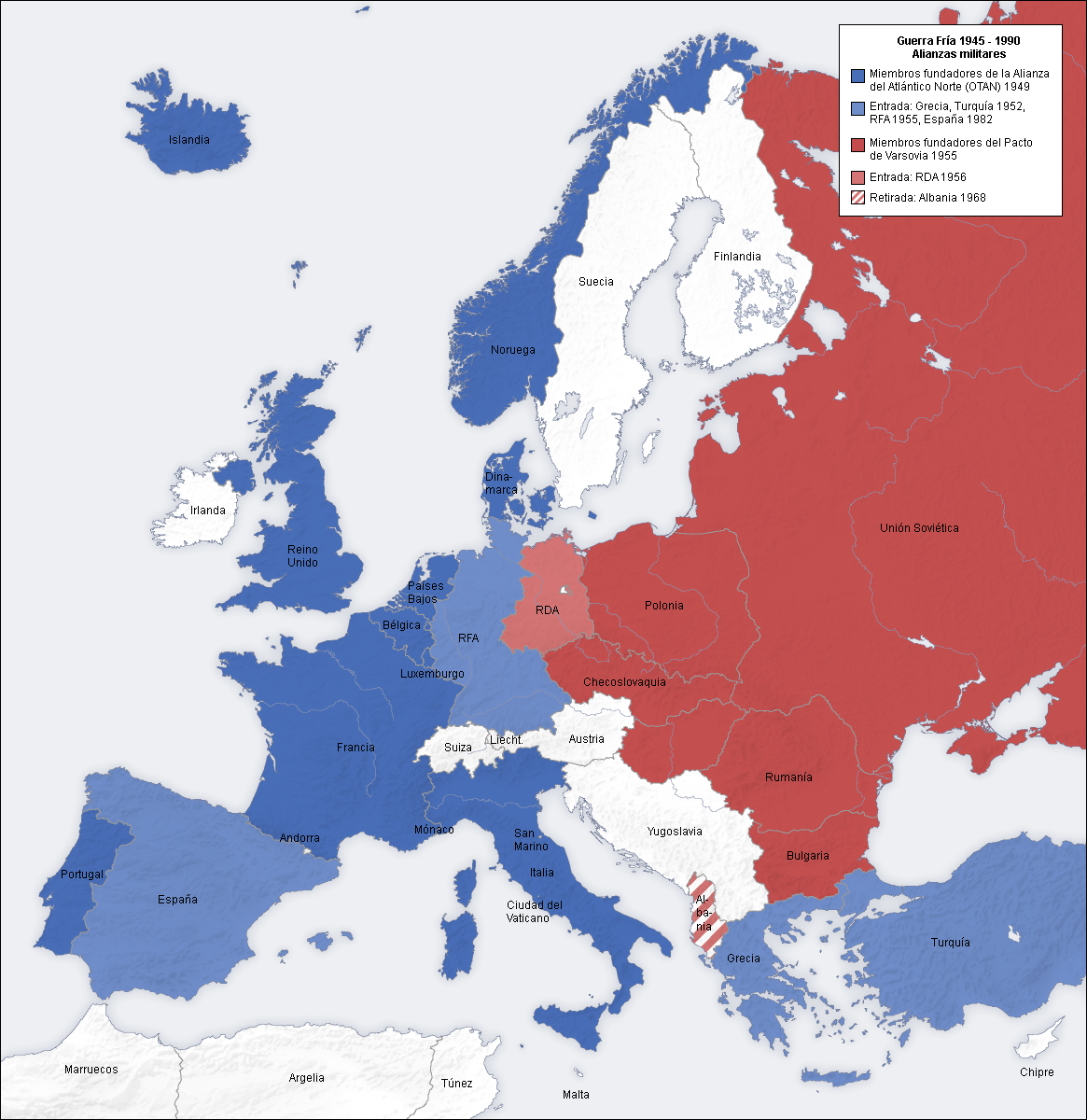
Pactos militares antagónicos durante el mismo período histórico.

  - Iósif Stalin murió el 5 de marzo.
  - Con Laurenti Beria eliminado por Gueorgui Zhúkov. Jrushchov se abrió camino dentro de la dirigencia del PCUS, llegando a ser el líder del mismo.

- 1954
  - Jrushchov visitó la capital china de Pekín y se encontró con el líder Mao Zedong (o Mao Tse-tung).
  - Comenzó la liberación de prisioneros políticos y de conciencia de los campos de trabajos forzados del sistema Gulag, así como la rehabilitación de “honestos comunistas” que habían sido purgados durante el régimen comunista.
  - Se comenzó a levantar lentamente el velo de la censura, respecto de los poetas y cantautores soviéticos.

- 1955
  - Jrushchov se encontró en Viena con el presidente estadounidense, el general Dwight Eisenhower. Se firmó el acta constitutiva del Pacto de Varsovia, la alianza militar del bloque del Este que se enfrentaría a la OTAN occidental (la cual ya había sido conformada en 1949).
  - Jrushchov se reconcilió (aunque no completamente) con el líder Josip “Tito” Broz, unos siete años después de la ruptura entre la URSS y Yugoslavia. El mariscal Gueorgui Zhúkov fue nombrado Ministro de Defensa. Por su parte, Brézhnev fue nombrado a cargo de la Campaña de las Tierras Vírgenes.

- 1956
  - Jrushchov, en su posteriormente famoso discurso secreto, denunció los graves excesos y el culto a la personalidad del fallecido Iósif Stalin. A fin de ese año el Ejército Soviético aplastó a la frustrada Revolución Húngara. También contribuyó a la finalización del levantamiento polaco mediante algunas concesiones, consistentes básicamente en el retiro de tropas soviéticas.

- 1957
  - Golpe interno frustrado contra Jrushchov (Véase Grupo Anti-Partido). El líder soviético aprovechó la ocasión para deshacerse de los elementos estalinistas residuales dentro de las altas esferas del PCUS.
  - Tuvo lugar en Moscú el denominado VI Festival Mundial de la Juventud y los Estudiantes
  - El comienzo de la relativa popularización de los grabadores de cinta magnetofónicos contribuyó a la difusión de la música popular en la Unión Soviética.
  - El 4 de octubre, el Spútnik I fue el primer satélite artificial en orbitar la Tierra, sorprendiendo al gobierno y al pueblo estadounidenses.

- 1958
  - Jrushchov -ya nombrado premier de la Unión Soviética- despidió a Gueorgui Zhúkov del Ministerio de Defensa y recortó temporalmente los gastos militares. Asimismo creó los posteriormente fracasados Sovnarjozes (Consejos “populares” de administración económica).
  - En Moscú tuvo lugar el primer Concurso Internacional Chaikovski.
  - Premio Nobel de Física para Pável Cherenkov, Iliá Frank e Ígor Tamm y Premio Nobel de Literatura para Borís Pasternak.

- 1959
  - Jrushchov realizó una visita oficial a los Estados Unidos. El líder soviético pide visitar algunas productivas granjas estadounidenses, para aprender las eficientes técnicas de producción.
  - La infructuosa introducción del maíz durante una crisis de la producción agrícola soviética, en vez de contribuir a paliar el problema, lo empeoró aún más.
  - Comienzas a evidenciar los primeros signos del distanciamiento con la China de Mao Zedong (o Mao Tse-tung), que terminarán en la definitiva cisma sino-soviético.

- 1960
  - El 1 de mayo un avión espía U-2 estadounidense, el cual pretendía fotografiar silos nucleares soviéticos, fue derribado sobre la Unión Soviética cerca de la ciudad de Sverdlovsk. Su piloto, Francis Gary Powers logró sobrevivir a la caída y fue condenado -en un juicio propagandístico- a diez años de trabajos forzados. Sin embargo, dos años después sería intercambiado por el agente soviético de inteligencia Viliam Guénrijovich Fisher (más conocido en Occidente por su alias de Rudolf Abel). Como resultado del serio incidente diplomático derivado de este hecho, Jrushchov decidió cancelar la agendada cumbre que tenía con el general Dwight Eisenhower, el entonces presidente de los Estados Unidos.
  - En noviembre, el demócrata John Kennedy resultó elegido presidente de los Estados Unidos después de vencer -no tanto en el voto popular, pero sí en los colegios electorales- a su rival republicano Richard Nixon.
  - Estados Unidos comenzó sutilmente a enviar asesores militares a Vietnam, que anticiparían la guerra abierta que comenzaría cuatro años más tarde.

- 1961
  - El cuerpo de Iósif Stalin fue retirado del Mausoleo de Lenin.
  - El 12 de abril el cosmonauta soviético Yuri Gagarin se convirtió oficialmente en el primer ser humano en viajar al espacio.
  - Jrushchov dio el visto bueno para que el régimen comunista da Alemania Oriental (la autodenominada RDA) construyese el Muro de Berlín. Las obras comenzaron el 13 de agosto.
  - El rublo soviético perdió un cero, después de haber sido redenominado 10:1.
  - Continuaba la crisis del sector alimentario soviético, en particular debido a las malas cosechas.

- 1962
  - En octubre, Nikita Jrushchov y el presidente estadounidense John Kennedy se enfrentaron peligrosamente durante la denominada crisis de los misiles cubanos, cuando misiles nucleares de alcance intermedio MRBMs fueron instalados en la entonces recientemente comunista isla de Cuba.
  - Primera publicación de un libro que hacía referencia a los campos de trabajos forzados del sistema Gulag durante el anterior régimen de Iósif Stalin. Se trata de Un día en la vida de Iván Denísovich, del notable escritor y exprisionero del Gulag Aleksandr Solzhenitsyn.
  - Una crisis alimentaria causó la Masacre de Novocherkask en el óblast de Rostov.

- 1963
  - Valentina Tereshkova se convirtió en la primera mujer en el espacio (y lo sería durante nada menos que veinte años, hasta el vuelo espacial de la estadounidense Sally Ride en 1983).
  - Inicio de la construcción de la Torre Ostánkino en Moscú.
  - Firma de tratado de prohibición de pruebas atómicas con los Estados Unidos, antecesor de los SALT y START.
  - Jrushchov recibió en Moscú a uno de sus más nuevos aliados, el devenido comunista líder cubano Fidel Castro.
  - El 22 de noviembre, fue asesinado el presidente estadounidense John Fitzgerald Kennedy en Dallas, estado de Texas.

- 1964
  - Se formaron bandas musicales en varias escuelas soviéticas.
  - La Beatlemanía llegó tímidamente a la URSS
  - Se encontraron cuarenta micrófonos ocultos en la embajada estadounidense en Moscú.
  - Leonid Brézhnev derrocó internamente a Nikita Jrushchov, poniéndolo bajo arresto domiciliario.

## La historia repetida
Varios historiadores han comparado las ambiciosas reformas emprendidas por Nikita Jrushchov durante su deshielo, para intentar romper con el duro pasado soviético, con las políticas de glásnost y perestroika que el líder soviético Mijaíl Gorbachov lanzaría, luego de llegar al poder a mediados de la década de 1980. Aunque gobernaron la Unión Soviética en épocas diferentes, ambos iniciaron reformas dramáticas, cuyas consecuencias no pudieron prever en gran medida, ni tampoco controlarlas. Ambos esfuerzos duraron unos pocos años y fueron apoyados por la gente en general -en particular por los intelectuales o la intelligentsia-, a la vez que fueron resistidos por los políticos de línea dura o por la “vieja guardia” del PCUS. Ambos líderes terminaron fracasando, aunque con resultados completamente distintos para el futuro de su país. Gorbachov ha denominado a los logros de Jrushchov como “destacables”, y alabó su célebre discurso secreto de 1956, pero afirmó que este finalmente fracasó en sus reformas.